# Andrzej Kijowski (prawnik)
Andrzej Kijowski (ur. 5 kwietnia 1945 w Głownie, zm. 4 września 2005) – profesor prawa związany z poznańskim UAM, sędzia Sądu Najwyższego.

## Życiorys
Urodzony w Głownie k. Łowicza. Po ukończeniu studiów prawniczych w 1968 roku na Uniwersytecie im. Adama Mickiewicza rozpoczął pracę naukową na macierzystym wydziale, którą kontynuował do śmierci (z przerwą w latach 1970–1972, kiedy pracował na UMK w Toruniu). W latach 1968–1970 odbył aplikację sądową w Sądzie Wojewódzkim w Poznaniu zakończoną złożeniem egzaminu sędziowskiego. W 1972 roku uzyskał doktorat na UMK w Toruniu, w 1978 roku habilitację w Poznaniu, a w 1989 roku został profesorem zwyczajnym. W latach 1993–1995 był sędzią Sądu Apelacyjnego w Poznaniu. Od 1995 roku aż do śmierci był sędzią Sądu Najwyższego w Izbie Administracyjnej, Pracy i Ubezpieczeń Społecznych.
Specjalizował się w prawie pracy, prawie socjalnym i prawie sportowym.
Był członkiem sekcji polskiej International Society for Labour Law and Social Security, Polskiego Towarzystwa Prawa Sportowego, Societas Humboldtiana Polonorum, Polskiego Stowarzyszenia Ubezpieczenia Społecznego oraz Komisji Kodyfikacyjnej Prawa Pracy.

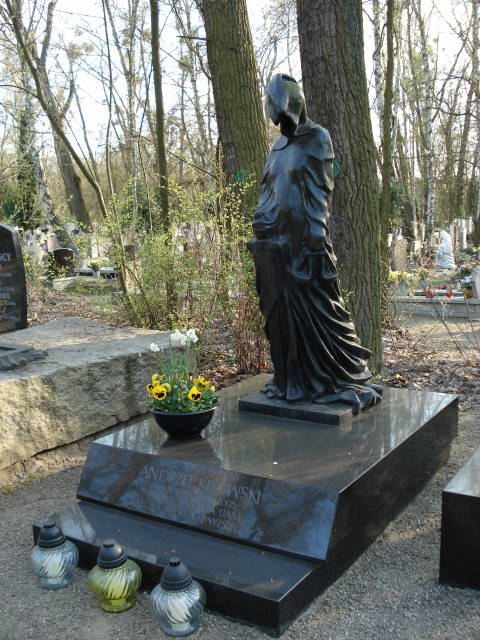
Nagrobek na cmentarzu miłostowskim

Został pochowany na cmentarzu Miłostowo w Poznaniu (pole 3, kwatera D, grób 6A).

## Wybrane publikacje
- Pracowniczy obowiązek gotowości do świadczenia pracy (Poznań 1978)
- Sytuacja prawna sportowca wyczynowego (Warszawa-Poznań 1984)
- Sytuacja prawna aplikanta (Poznań 1998)
- Kodeks Pracy – Komentarz pod red. T. Zielińskiego (Warszawa 2000)
- Prawne problemy sportu zawodowego (Poznań 1995)